# 547
Раннє Середньовіччя. Триває чума Юстиніана. У Східній Римській імперії триває правління Юстиніана I. Візантія веде війну з Остготським королівством за Апеннінський півострів. Франкське королівство, розділене на частини між синами Хлодвіга. Іберію займає Вестготське королівство, у Тисо-Дунайській низовині лежить Королівство гепідів. В Англії розпочався період гептархії.
У Китаї період Північних та Південних династій. На півдні править династія Лян, на півночі — Східна Вей та Західна Вей. В Індії правління імперії Гуптів. В Японії триває період Ямато. У Персії править династія Сассанідів.
На території лісостепової України в VI столітті виділяють пеньківську й празьку археологічні культури. VI століття стало початком швидкого розселення слов'ян. У Північному Причорномор'ї співіснують різні кочові племена, зокрема гуни, сармати, булгари, алани, авари.

## Події
- Візантійський полководець Велізарій знов відібрав Рим в остготів, але його кампанія в Італії неуспішна через брак поставок і підкріплень з Константинополя.
- Королем Австразії після смерті Теодеберта I став його 13-річний син Теодебальд.
- На півночі Англії виникло королівство Берніція.